# Milena Miladinović
Milena Miladinović (cyr. Милена Миладиновић, właśc. Laura Giesl; ur. 17 czerwca 1868 w Jihlavie, zm. 2 grudnia 1928 w Rumie) – serbska pisarka, poetka i tłumaczka pochodzenia niemieckiego.

## Życiorys
Urodziła się w rodzinie niemieckiej pochodzącej z Wiednia jako Laura Giesl. Uczęszczała na studia filozoficzne, ale ich nie ukończyła. Początkowo pisała wiersze w języku niemieckim. W Wiedniu poznała serbskiego prawnika Žarko Miladinovicia, który na Uniwersytecie Wiedeńskim obronił pracę doktorską. Po ślubie z Miladinoviciem i konwersji na prawosławie przyjęła imię Milena. Opanowała język serbski, zajmowała się tłumaczeniem, ale także pisała utwory poetyckie po serbsku. Jej mąż był działaczem Serbskiej Partii Radykalnej w Wojwodinie.
Była tłumaczką na język niemiecki serbskich pieśni ludowych. Ukazywały się one w czasopismach wydawanych w Wiedniu (Parlamenter, Ost-Vestlihe Rundschau). Współpracowała z czasopismami serbskimi (Bosanska vila, Nova Iskra, Brankovo kolo). W latach 1921–1922 jej mąż był ministrem w rządzie Królestwa SHS, a Milena miała okazję poznać najbardziej znanych pisarzy serbskich tego czasu. Žarko zmarł w 1926, a Milena ostatnie lata życia spędziła w Rumie, gdzie zmarła w roku 1928.

## Twórczość
- 1902: Божићне приче
- 1907: Мученици
- 1909: Војвода Петко